# Юльополь (Лодзинське воєводство)
Юльополь (пол. Juliopol) — село в Польщі, у гміні Воля-Кшиштопорська Пйотрковського повіту Лодзинського воєводства.
У 1975-1998 роках село належало до Пйотрковського воєводства.